# Zoophthorus rufithorax
Zoophthorus rufithorax là một loài tò vò trong họ Ichneumonidae.